# 스테파노 콜란투오노
스테파노 콜란투오노(이탈리아어: Stefano Colantuono, 1962년 10월 23일 ~ )는 이탈리아의 옛 축구 선수이자 현 축구 감독이며, 최근에는 살레르니타나의 사령탑을 맡았다.